# Eocoddingtonia eskovi
Genre
Espèce
Eocoddingtonia eskovi, unique représentant du genre Eocoddingtonia, est une espèce éteinte d'araignées aranéomorphes de la famille des Theridiosomatidae.

## Distribution
Cette espèce a été découverte en Transbaïkalie en Russie. Elle date du Crétacé.

## Description
La femelle holotype mesure 4,52 mm.

## Étymologie
Cette espèce est nommée en l'honneur de Kirill Yuryevich Eskov.

## Publication originale
- (en) Selden, 2010 : A theridiosomatid spider from the Early Cretaceous of Russia. Bulletin of the British arachnological Society, vol. 15, no 3, p. 69–78 (texte intégral).